# Céline Clénin
Céline Clénin (* 1973 in Biel) ist eine Schweizer Jazzmusikerin (Sopran-, Alt-, Tenorsaxophon, Flöte), Chorleiterin und Stimmtherapeutin.

## Leben und Wirken
Clénin, die aus einer musikalischen Familie stammt (ihr Vater leitete die Jugendmusik in ihrer Geburtsstadt), studierte nach der Matura an der Universität Neuenburg Latein. Saxophon lernte sie zunächst an der Swiss Jazz School in Bern, um 2005 ihre Berufsausbildung in Luzern mit Auszeichnung abzuschliessen. Mit dem Christoph Muller Jazz-Horch-X-Tra trat sie beim Jazz Festival Willisau 2004 auf und veröffentlichte das Album Swiss Tunes (Altrisuoni 2007). Mit der Frauenformation X-elle um Corinne Windler legte sie zwei Alben (You Better Get Up 2009 bzw. In the Box 2012) vor. Mit der Bigmatt Bigband erschien 2014 ein Live-Album. Weiterhin gehörte sie zum Stalder Sextett, zur Fyves Band, zu Godjan (mit dieser Formation entstand beim Schaffhauser Jazzfestival das Album Entre hier et aujourd’hui) und zu Just for a Cigar. Ausserdem leitete sie die Bieler Jugend Big-Band, mit der sie in Dänemark auf Tournee war. Aktuell leitet sie den Chor Les Voix de la Rue.
Clénin liess sich nach dem Verlust der Stimme bei Jacques Bonhomme ausbilden und arbeitet als Stimmbildnerin oder im Bereich «art-thérapie par la voix et l’expression scénique» (Kunsttherapie durch Stimme und szenischen Ausdruck), wie sie selbst sagt. Zudem unterrichtet sie an der Haute École Pédagogique Bejune und der Eidgenössischen Hochschule für Sport Magglingen.